# Q Soul Bossa Nostra
Q: Soul Bossa Nostra è un album in studio del musicista statunitense Quincy Jones, pubblicato nel 2010. L'album contiene brani già editi in passato, ma ciascuna traccia è stata qui nuovamente registrata con un artista diverso.

## Tracce
1. Ironside (featuring Talib Kweli) – 3:54
2. Strawberry Letter 23 (featuring Akon) – 3:53
3. Soul Bossa Nostra (featuring Ludacris, Naturally 7, and Rudy Currence) – 4:08
4. Give Me the Night (featuring David Banner and Jamie Foxx) – 3:44
5. Tomorrow (featuring John Legend) – 4:32
6. You Put a Move on My Heart (featuring Jennifer Hudson) – 4:59
7. Get the Funk Out of My Face (featuring Snoop Dogg) – 3:11
8. The Secret Garden (featuring Usher, Robin Thicke, LL Cool J, Barry White, Tyrese and Tevin Campbell) – 5:53
9. Betcha Wouldn't Hurt Me (featuring Mary J. Blige, Q-Tip and Alfredo Rodríguez) – 7:05
10. Everything Must Change (featuring BeBe Winans) – 5:24
11. Many Rains Ago (Oluwa) (featuring Wyclef Jean) – 4:57
12. P.Y.T. (Pretty Young Thing) (featuring T-Pain and Robin Thicke) – 4:06
13. It's My Party (featuring Amy Winehouse) – 2:36
14. Hikky-Burr (featuring Three 6 Mafia and David Banner) – 2:55
15. Sanford and Son (featuring T.I., B.o.B, Prince Charlez and Mohombi) – 4:08